# 乔尔·奥比
乔尔·奥比（Joel Obi，1991年5月22日—），是一名尼日利亚足球运动员，司职中场，現效力于意丙俱乐部Vis Pesaro dal 1898。奥比拥有极强的体能和奔跑速度，同时是个全能型球员，可以胜任中场的所有位置，且攻防兼备。

## 俱乐部生涯
奥比在2005年进入国际米兰青年队，2010年进入国际米兰一线队，同年9月29日在2010/11赛季欧洲冠军联赛分组赛和云达不莱梅的比赛中首次代表国际米兰出场。他在最后80分钟替换出场，最终国际米兰4比0击败对手。10月17日奥比在国际米兰和卡利亚里的联赛进行到第66分钟时替补库迪尼奥出场，完成联赛首秀。
2011年8月6日，奥比在中国北京国家体育场进行的意大利超级杯中首次作为球队先发登场。

## 国家队生涯
奥比首次在尼日利亚国家队亮相是在2011年2月9日，由尼日利亚主场对阵塞拉利昂的足球友谊赛。

## 家庭
现在切尔西的中场和奥比是表亲关系。